# Marathon de Toronto
Le Marathon de Toronto (en anglais : Toronto Waterfront Marathon) est une course de marathon se déroulant tous les ans, en octobre, dans les rues de Toronto, au Canada. Créée en 2000, l'épreuve fait partie du circuit international des IAAF Road Race Label Events, dans la catégorie des « Labels d'or ».

## Palmarès

### Hommes
Record de l'épreuve
| Édition | Année | Vainqueur          | Temps             |
| ------- | ----- | ------------------ | ----------------- |
| 1re     | 2000  | Joseph Nderitu     | 2 h 19 min 41 s 4 |
| 2e      | 2001  | Daniel Howat       | 2 h 45 min 20 s 8 |
| 3e      | 2002  | Stephane Gamache   | 2 h 25 min 24 s 5 |
| 4e      | 2003  | Joseph Nderitu     | 2 h 17 min 50 s 0 |
| 5e      | 2004  | Danny Tshidind     | 2 h 14 min 50 s 0 |
| 6e      | 2005  | Simon Bor Kipruto  | 2 h 11 min 56 s 5 |
| 7e      | 2006  | Daniel Rono        | 2 h 10 min 14 s 6 |
| 8e      | 2007  | John Kelai         | 2 h 09 min 30 s 0 |
| 9e      | 2008  | Kenneth Mungara    | 2 h 11 min 00 s 9 |
| 10e     | 2009  | Kenneth Mungara    | 2 h 08 min 31 s 9 |
| 11e     | 2010  | Kenneth Mungara    | 2 h 07 min 57 s 1 |
| 12e     | 2011  | Kenneth Mungara    | 2 h 09 min 49 s 0 |
| 13e     | 2012  | Sahle Betona Warga | 2 h 10 min 35 s 8 |
| 14e     | 2013  | Deressa Chimsa     | 2 h 07 min 04 s 8 |
| 15e     | 2014  | Laban Korir        | 2 h 08 min 15 s   |
| 16e     | 2015  | Ishhimael Chemtan  | 2 h 09 min 00 s   |
| 17e     | 2016  | Philemon Rono      | 2 h 08 min 26 s   |
| 18e     | 2017  | Philemon Rono      | 2 h 06 min 52 s   |
| 19e     | 2018  | Benson Kipruto     | 2 h 07 min 21 s   |
| 20e     | 2019  | Philemon Rono      | 2 h 05 min 00 s   |

### Femmes

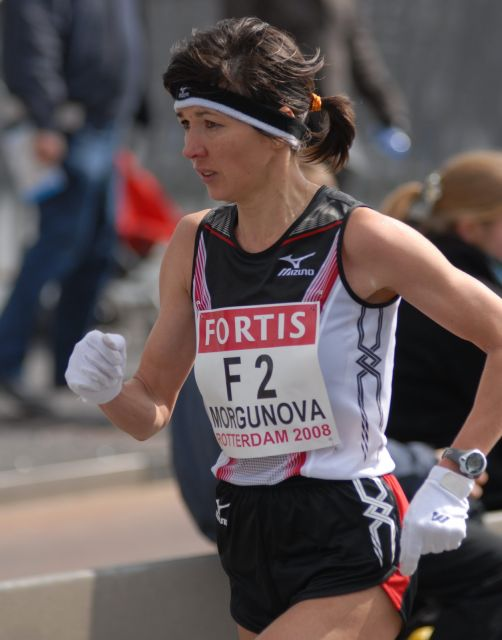
La Russe Lyubov Morgunova remporte l'édition 2003.

Record de l'épreuve
| Édition | Année | Vainqueur           | Temps             |
| ------- | ----- | ------------------- | ----------------- |
| 1re     | 2000  | Sue Grise           | 3 h 08 min 38 s 2 |
| 2e      | 2001  | Leslie Gold         | 3 h 07 min 10 s 1 |
| 3e      | 2002  | Nicole Stevenson    | 2 h 37 min 56 s 4 |
| 4e      | 2003  | Lyubov Morgunova    | 2 h 36 min 19 s 5 |
| 5e      | 2004  | Lyudmila Korchagina | 2 h 36 min 31 s 9 |
| 6e      | 2005  | Anastasia Ndereba   | 2 h 36 min 30 s 8 |
| 7e      | 2006  | Malgorzata Sobanska | 2 h 34 min 31 s 7 |
| 8e      | 2007  | Asha Gigi Roba      | 2 h 33 min 15 s 7 |
| 9e      | 2008  | Mulu Seboka         | 2 h 29 min 05 s 9 |
| 10e     | 2009  | Amane Gobena        | 2 h 28 min 30 s 4 |
| 11e     | 2010  | Sharon Cherop       | 2 h 22 min 42 s 8 |
| 12e     | 2011  | Koren Jelela Yal    | 2 h 22 min 42 s 5 |
| 13e     | 2012  | Mary Davies         | 2 h 28 min 55 s 4 |
| 14e     | 2013  | Flomena Cheyech     | 2 h 25 min 13 s 0 |
| 15e     | 2014  | Mulu Seboka         | 2 h 23 min 15 s   |
| 16e     | 2015  | Shure Demise        | 2 h 23 min 37 s   |
| 17e     | 2016  | Shure Demise        | 2 h 25 min 16 s   |
| 18e     | 2017  | Marta Megra         | 2 h 28 min 20 s   |
| 19e     | 2018  | Mimi Belete         | 2 h 22 min 28 s   |
| 20e     | 2019  | Magdelyne Masai     | 2 h 22 min 16 s   |